# Straussler Miklós
Straussler Miklós Péter (angolul: Nicholas Peter Sorrel Straussler) Isaszeg, Osztrák–Magyar Monarchia, (1891. augusztus 6. – London, 1966. június 3.) mérnök, harckocsitervező, feltaláló. Főleg a szövetséges hatalmak számára kidolgozott Duplex Drive rendszerről ismert, amely úszóképessé tette  a vízen lebegő tankokat. Magyarországon született, hírnevét gépjárműmérnöki tudásával szerezt. A háború alatt felvette a brit állampolgárságot .

## Életpályája

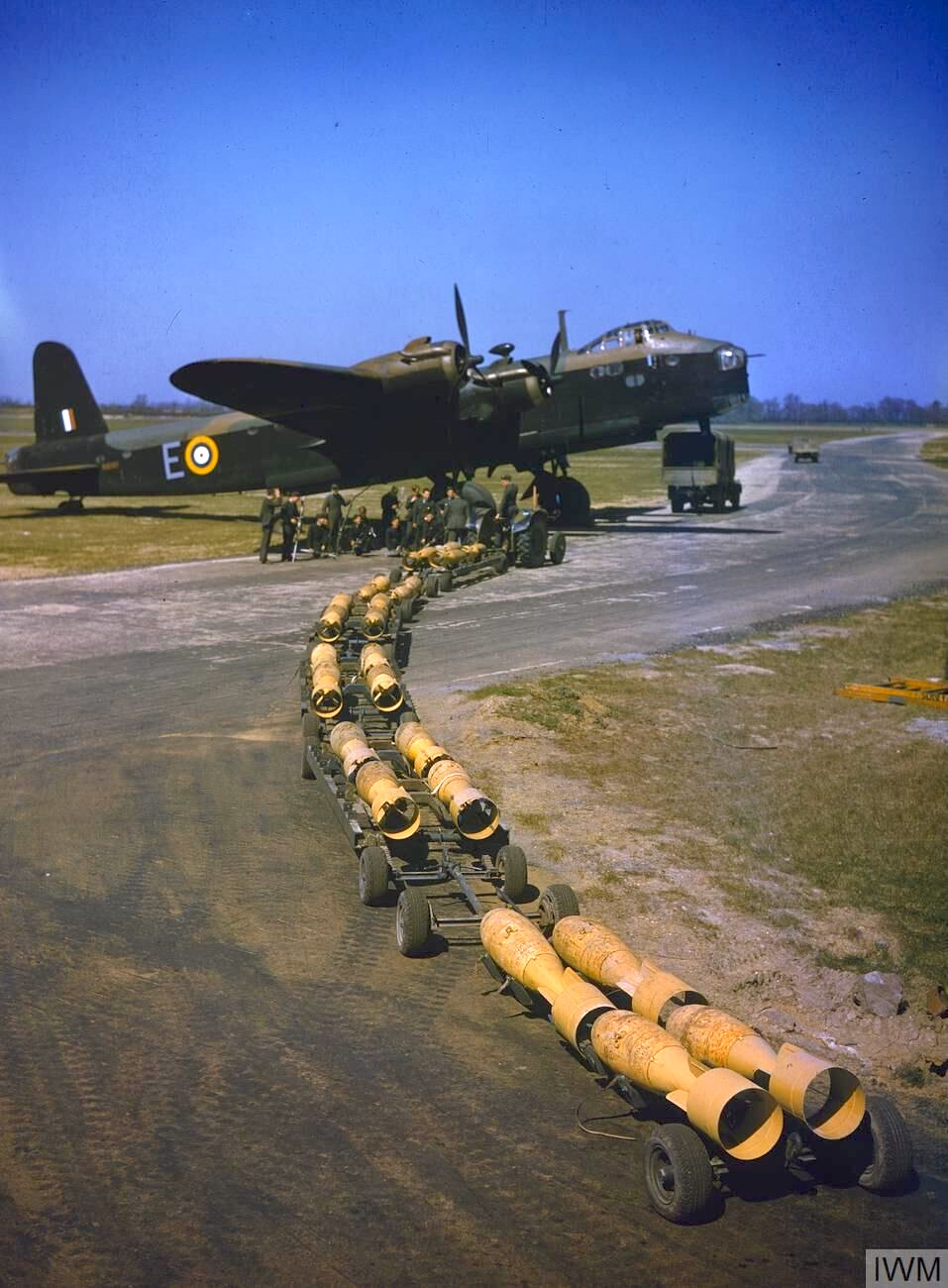
A Short Stirling brit bombázót 113 kg-os bombákkal töltik az Alvis-Straussler bombaszállítókkal.

1928 és 1933 között Straussler vezette a Folding Boats and Structures Ltd.-t, mellyel szabadalmaztatott számos úszókészüléket, beleértve különböző összecsukható eszközöket is. 1933. februárjában felvette a brit állampolgárságot.
Az 1930-as évek során együtt dolgozott az Alvis Cars, a Vickers-Armstrong, és számos más magyar vállalattal (pl. Weiss Manfréd Rt.) különböző projektjein. Az Alvisnál olyan páncélozott harckocsik tervezésével foglalkozott, mint az AC-1, AC-2, vagy az AC-3. A prototípusokat saját vállalata gyártotta le (Straussler Mechanisation Ltd.), míg a sorozatgyártást a már közös Alvis-Straussler üzemben végezték, mely 1936 júliusában jött létre. Később továbbfejlesztette az AC-2-t, melyből a Weiss Manfréd gyárban gyártották le a 39M Csaba páncélautókat. Ezeket a Magyar Királyi Honvédség rendszeresítette. Mivel Magyarország a tengelyhatalmak oldalán volt a háború idején, a Csaba harckocsikat a Wehrmacht is állandósította. Egy másik találmánya a Garner-Straussler G.3 négykerekű terepjármű volt, melyet a német haderők tüzérségi vontatóként használtak. A járműnek a különleges tulajdonsága a két motoros meghajtás volt.
A Straussler V-4-et a Magyar Királyi Honvédség többször is tesztelte, de végül a svéd L-60 licenszén tervezett Toldi mellett döntöttek. Egy másik találmányát, az Alvis-Straussler Bomb Trolley-t széleskörűen használták. Nagyjából 10,000 példányt gyártottak le a Brit Királyi Hadsereg számára bombaszállítás céljából, elsősorban repülőtereken. Mindegyik 4 113 kg-os bombát tudott szállítani fejenként, bár később készültek nagyobb változatok.

## Úszóképes harceszközök

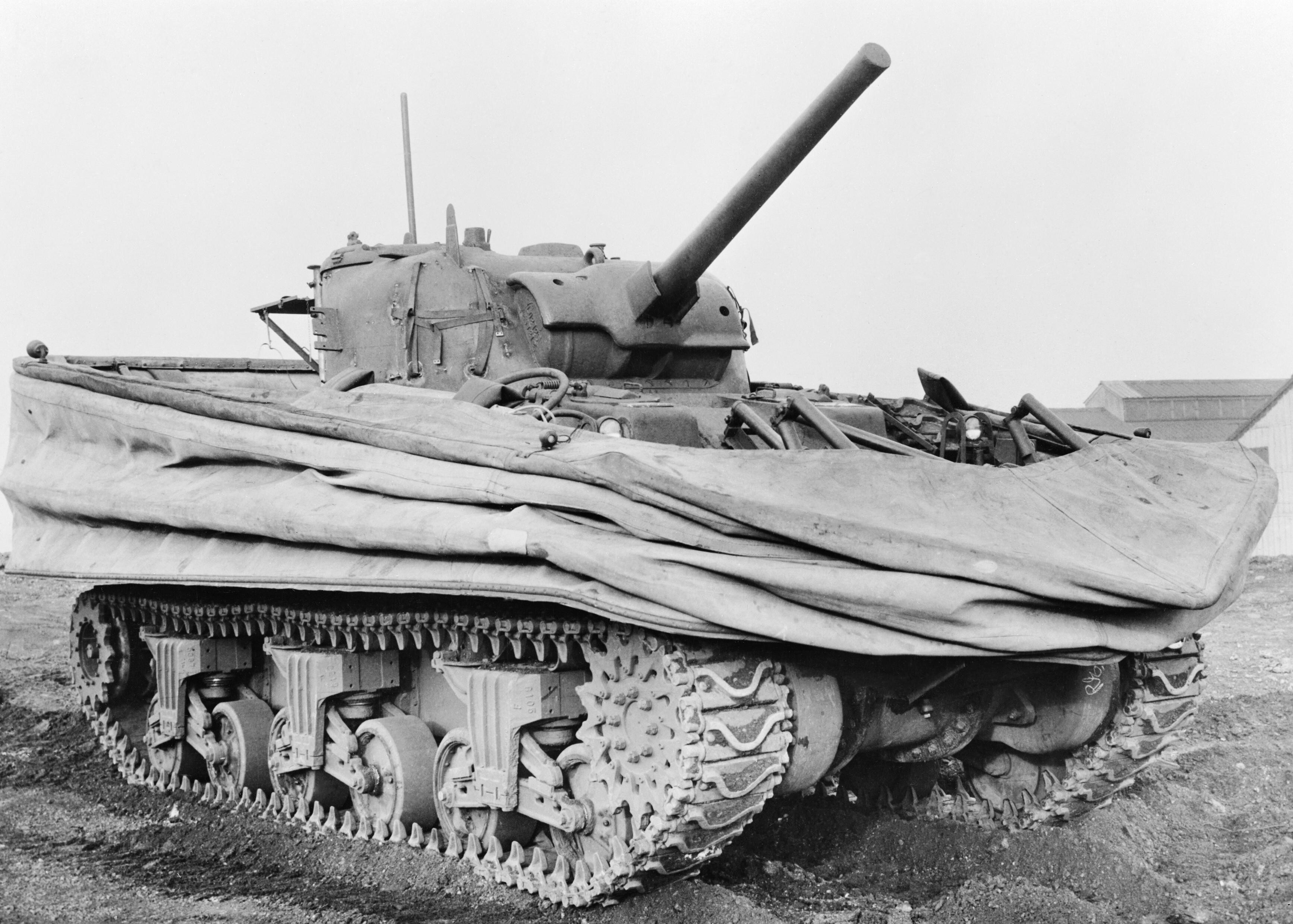
Sherman DD tank lehúzott úszóernyővel

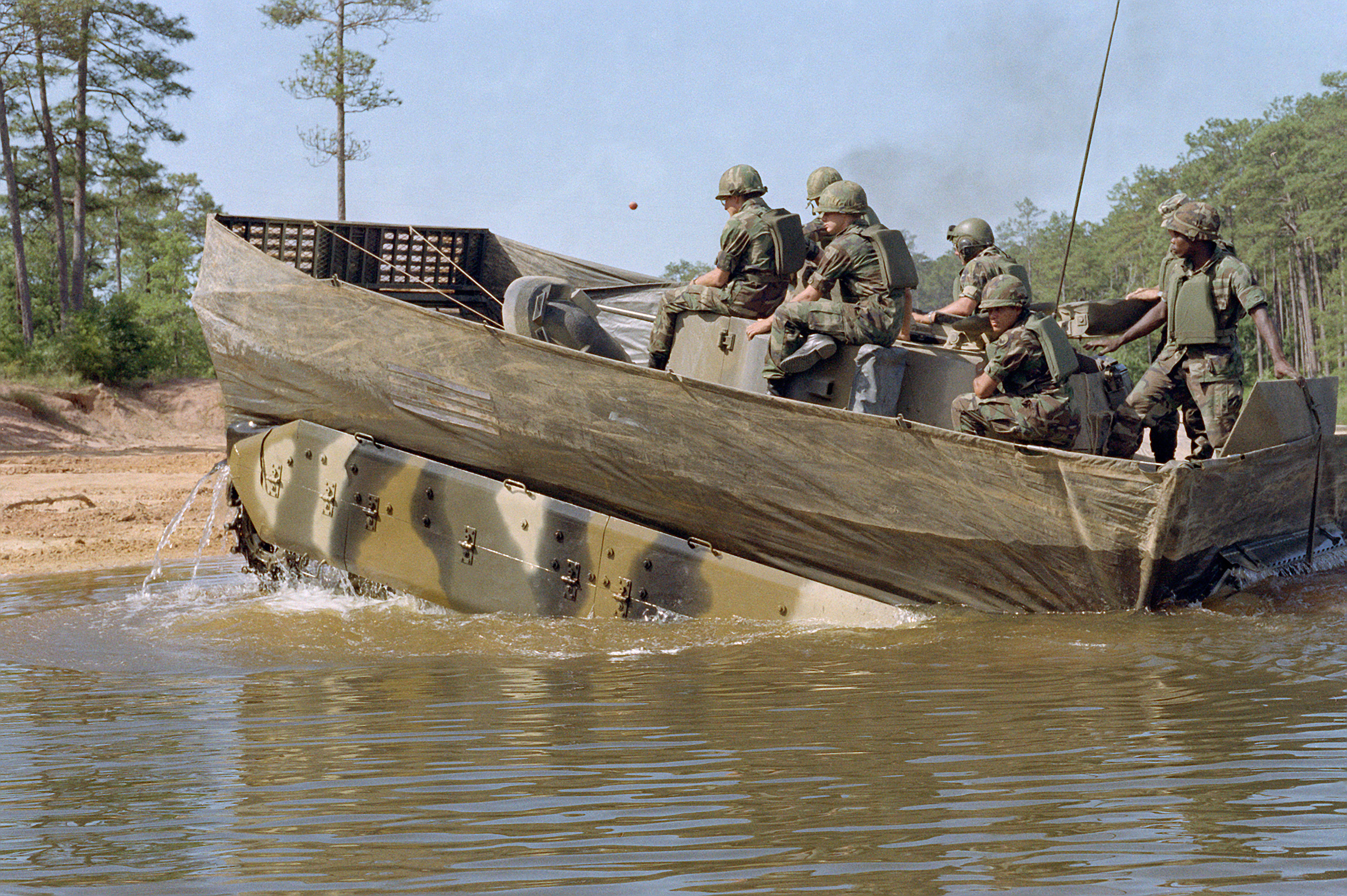
Egy amerikai M2 Bradley harckocsi, a Straussler-féle úszóernyővel felszerelve (1983)

Mialatt Straussler a Vickers-Armstrong vállalatnál tevékenykedett, több tartozékot is tervezett harckocsikhoz. Az általa megtervezett mérnöki megoldások bár innovatívak voltak, olykor megvalósíthatatlanok. Az úszókészülékek tervezésekor szerzett tapasztalatát hasznosítva kidolgozott egy összecsukható rendszert, amiből egy hajóhíd szerű szerkezetet lehet felépíteni a tankoknak, valamint egy másik összecsukható rendszert, amelyet könnyű harckocsik oldalára lehetett felszerelni, ezzel úszóképessé téve őket. A Brit Haderő által ez utóbbin végzett próbák kimutatták, hogy egy rendszer, amelyet egy külső motor hajt meg, kimondottan jól úszóképessé teszi a páncélosokat.
A rendszer nem volt tökéletes, elsősorban a mérete miatt, mely bár elég nagy volt ahhoz hogy lebegtesse a tankot vízen, de akkora volt, mint maga a harckosci. A gyakorlatban súlyos nehézségek merülnének fel magának a rendszernek a tankon való szállításával, főleg ha szeretne áthaladni a vízen. A szerkezet ráadásul túl szélessé tette a tankokat ahhoz, hogy a partról egyből a tengerbe indulhassanak, ezzel értelmét vesztette a "kétéltűség". Ehelyett Straussler inkább kidolgozott egy alternatívát, az úszóernyőt. Ez egy összecsukható vászonkeret volt, amelyet vízszintes fémkarikák és sűrített levegővel töltött függőleges gumicsövek támasztottak alá. A vászon lefedte a tank tetejét, ezzel elérve a vízen való lebegést, és úszóképességet biztosítva a vízen. Ha össze volt csukva, akkor nem zavarta a tank mobilitását vagy harci hatékonyságát.
Strausslernek kapott egy Tetrarch tankot a kísérletekhez, amit felszerelt egy ilyen úszóernyővel és egy propellerrel, ami a tank motorjára volt rácsatlakoztatva, így lehetett a tankot a vízben is irányítani. A Duplex Drive (DD) név onnan ered, hogy a tankot szárazföldön lehetett a saját lánctalpán használni, vízben viszont a propeller segítségével volt képes haladni.
A DD Tetrarch első próbájára 1941 júniusában került sor a Brent Reservoir víztározóban (más néven Hendon Reservoir) Észak-Londonban, Alan Brooke tábornok előtt, aki korábban is az ötlet nagy támogatója volt. Véletlen egybeesés volt az is, hogy a brit Mark IX harckocsi (sikertelen) úszóképességi tesztjei ugyanitt folytak 1918 novemberében. A nyílt tengeri kisérlete a Tetrarch DD-nek a Hayling sziget közelében volt, amely annyira kielégítette a hadvezetést, hogy egyből megindították a már komolyabb, Valentine DD tankok kifejlesztését. Viszont a Valentine DD-ket nem harcra fejlesztették ki, hanem a legénység kiképzésére a (szintén megindított sorozatgyártású) Sherman DD tankokhoz, amelyek később a világháború egyik legfontosabb eseményének, a normandiai partraszállásnak legfontosabb elemei voltak.
Straussler folytatta a DD kiterjesztését további tankokra, például a Churchillre, Cromwellre, a Centurionre, és a Ronson Carrierre (lángszóróval felszerelt típus), bár végül ezek közül egyik sem került legyártásra. A háború utáni tankok általában túlságosan nehézek voltak, hogy úszóképessé váljanak az úszóernyők segítségével, de a könnyű harckocsik, például az amerikai M2 Bradley vagy a brit FV432 változatai továbbra is sikeresen képesek voltak használni a rendszert a 80-as években.
Egy másik háborús projektje a Straussler Conversion volt. Ez az Ordnance QF 17 önjáró löveg és az Ordnance QF 32 pounder páncéltörő/önjáró löveg kísérleti módosítása volt. A lövegeket motorizált fegyverkocsikkal szerelte fel. A löveg végéhez módosított lőszerfogót csatolt, amely négykerekű, vezethető harckocsit eredményezne, ezzel elkerülve a teherautó szükségességét a löveg vontatására, mivel akkoriban még az önjáró lövegek többnyire nem külön páncélegységként, hanem csak egymagában "ágyúként" funkcionáltak. A nagy tüzérségi lövegek motorokkal való felszerelésének ötletét végül háború utáni időszakban fogadják el olyan lövegeknél, mint például a FH-70. Tulajdonképpen Straussler ezzel megalkotta a tüzérség alapjait, amelyet később világszerte használtak (napjainkban is).

## Második világháború utáni munkássága
A második világháború után Straussler számtalan, korábbi találmányaihoz kapcsolódó projekten dolgozott. Noha mindegyik valahogy kapcsolódott az uszóképességhez, a Lypsoid gumiabroncshoz (Straussler találmánya, egy nagyon alacsony nyomású, terepjáró gumiabroncs amelyet harci, illetve építőipari járművekhez is lehetett használni), vagy további tankokhoz, azoknak tervezéséhez. 1957 októberében Straussler megsértette a brit exportellenőrzés előírásait. Egy Lypsoid gumiabroncsokkal felszerelt harckocsit először Hollandiába, majd ezután Magyarországra küldtek, ez utóbbi illegális volt, mivel az ország a Vasfüggöny túloldalán volt. Straussler abszolút bírságot kapott (azaz bűnösnek találták, de nem kapott érte bírságot), viszont a vállalatát megbüntették 500 font összegű pénzbírsággal. Az költségeket megosztotta saját maga és a vállalat között. Idős koráig folytatta munkásságát, az utolsó 30 szabadalmaztatását még be is nyújtotta 1964-ben. Volt még számtalan harckocsi fejlesztése, egészen haláláig dolgozott rajtuk. 1966. június 3.-án hunyt el Londonban.